# Ilha do Veiga
Ilha do Veiga är en ö i Brasilien.   Den ligger i delstaten Paraná, i den södra delen av landet, 1 100 km söder om huvudstaden Brasília. Arean är 2,1 kvadratkilometer.
Terrängen på Ilha do Veiga är mycket platt. Öns högsta punkt är 18 meter över havet. Den sträcker sig 1,8 kilometer i nord-sydlig riktning, och 2,3 kilometer i öst-västlig riktning.
I omgivningarna runt Ilha do Veiga växer i huvudsak städsegrön lövskog. Runt Ilha do Veiga är det ganska tätbefolkat, med 80 invånare per kvadratkilometer.